# Ачи (Озургетский муниципалитет)
Ачи (груз. აჭი) — село в Грузии, на территории Озургетского муниципалитета края (мхаре) Гурия.

## География
Село находится в западной части Грузии, на берегах реки Ачисцкали, на расстоянии приблизительно 6 километров (по прямой) к югу от города Озургети, административного центра муниципалитета. Абсолютная высота — 271 метр над уровнем моря.

## Население
По результатам официальной переписи населения 2014 года, в Ачи проживало 36 человек (14 мужчин и 22 женщины). В национальной структуре населения грузины составляли 100 %.
| Год  | Население, человек |
| ---- | ------------------ |
| 2002 | 71                 |
| 2014 | ↘ 36               |